# Сикард, Михаил Михайлович
Михаил Михайлович Сикард (1867—1937) — российский скрипач, композитор и педагог французского происхождения. Написал несколько оркестровых и камерных произведений.

## Биография
Игре на скрипке обучался с детства. В раннем возрасте переехал с семьёй в Киев.
Окончил Киевское музыкальное училище (1882—1884, класс скрипки О. Шевчика) и Парижскую консерваторию (1884—1886, класс Ж. Массара). Совершенствовался в Берлине у Й. Иоахима (скрипка) и В. Баргиля (композиция).
Лауреат конкурса скрипачей Парижской консерватории (1886, первая премия).
Исполнительскую деятельность начал в Киеве в девятилетнем возрасте. По окончании студии работал солистом Konzert Haus в Берлине, выступал с собственными концертами во многих городах Европы.
В 1888 году вернулся в Киев, где начал выступать с концертами, а также создал собственный успешный квартет, где исполнял партию первой скрипки. В 1893 году сблизился с кружком Николая Лысенко и создал новый квартет, с которым часто выступал в Киеве, Берлине, Праге и др.
Выступал в городах Российской империи и столицах Европы. С 1892 года некоторое время преподавал в Киевском музыкальном училище РМО, где его учеником был юный Рейнгольд Глиэр. Также Сикард работал в частных школах Станислава Блуменфельда и Николая Тутковского.
В 1894—1895 годах был солистом Оркестра Колонна в Париже. С 1913 года был профессором Амстердамской консерватории.

## Общественная деятельность
Входил в состав возглавляемой Н. В. Лысенко музыкальной комиссии при Литературно-артистическом обществе. В состав комиссии входили также Елизавета Мусатова-Кульженко, Казимир Пятигорович, Карл Шадек, Николай Тутковский и его будущая жена Людмила Паращенко. Однако в 1905 году общество было закрыто царской полицией.

## Произведения
- Концерт для скрипки, скрипичные пьесы, обработки украинских народных песен и танцев.
- Перевод для скрипки Второй рапсодии Н. Лысенко, который посвятил ему своё «Элегическое каприччио» для скрипки и фортепиано.